# قرار مجلس الأمن التابع للأمم المتحدة رقم 1789
قرار مجلس الأمن التابع للأمم المتحدة رقم 1789، المتخذ بالإجماع في 14 ديسمبر 2007.

## القرار
مدد مجلس الأمن ولاية قوة الأمم المتحدة لحفظ السلام في قبرص حتى 15 حزيران / يونيو 2008.
أشار المجلس أيضا بقلق عدم إحراز تقدم بشأن «عملية 8 يوليو» ودعا جميع الأطراف إلى الانخراط على الفور بشكل بناء في جهود الأمم المتحدة، ووقف تبادل الاتهامات. وحث جميع الأطراف على إبداء المرونة والإرادة السياسية خلال الأشهر المقبلة لإحراز تقدم ملموس للسماح ببدء مفاوضات كاملة.
في 8 يوليو من العام الماضي، وقع الزعيمان القبرصي اليوناني والقبارصة الأتراك مجموعة من المبادئ والقرارات، معترفين بأن الوضع الراهن غير مقبول وأن التسوية الشاملة أمر مرغوب فيه وممكن. واتفقا على البدء فورا في عملية ذات مسارين تشمل مناقشات اللجان الفنية للقضايا التي تؤثر على الحياة اليومية للناس، وفي الوقت نفسه، النظر من قبل مجموعات العمل في القضايا الجوهرية، مما يؤدي إلى تسوية شاملة. كما التزموا بإنهاء تبادل الاتهامات.

## روابط خارجية
- نص القرار في undocs.org